# Ludmiła Smirnowa
Ludmiła Stanisławowna Smirnowa, ros. Людмила Станиславовна Смирнова (ur. 21 lipca 1949 w Leningradzie) – radziecka łyżwiarka figurowa, startująca w parach sportowych z Andriej Surajkinem, a następnie z mężem Aleksiejem Ułanowem. Wicemistrzyni olimpijska z Sapporo (1972), 5-krotna wicemistrzyni świata (1970–1974), 4-krotna wicemistrzyni Europy (1970–1973) oraz dwukrotna wicemistrzyni Związku Radzieckiego (1970, 1971). Zakończyła karierę amatorską w 1974 roku.
W 1973 wyszła za mąż za Aleksieja Ułanowa, a kilka lat później rozwiedli się. Mają dwoje dzieci: Nikołaja i Irinę. Ich córka trenowała łyżwiarstwo figurowe w parach sportowych, w tym przez 3 lata była partnerką sportową Maksima Trańkowa.

## Osiągnięcia

### Z Aleksiejem Ułanowem
| Zawody               | 72–73          | 73–74          |                |                |                |                |                |                |                |                |                |                |                |                |                |                |                |
| Międzynarodowe       | Międzynarodowe | Międzynarodowe | Międzynarodowe | Międzynarodowe | Międzynarodowe | Międzynarodowe | Międzynarodowe | Międzynarodowe | Międzynarodowe | Międzynarodowe | Międzynarodowe | Międzynarodowe | Międzynarodowe | Międzynarodowe | Międzynarodowe | Międzynarodowe | Międzynarodowe |
| -------------------- | -------------- | -------------- | -------------- | -------------- | -------------- | -------------- | -------------- | -------------- | -------------- | -------------- | -------------- | -------------- | -------------- | -------------- | -------------- | -------------- | -------------- |
| Mistrzostwa świata   | 2              | 2              |                |                |                |                |                |                |                |                |                |                |                |                |                |                |                |
| Mistrzostwa Europy   | 2              | 3              |                |                |                |                |                |                |                |                |                |                |                |                |                |                |                |
| Prize of Moscow News |                | 1              |                |                |                |                |                |                |                |                |                |                |                |                |                |                |                |
| Krajowe              |                |                |                |                |                |                |                |                |                |                |                |                |                |                |                |                |                |
| Mistrzostwa ZSRR     | 3              |                |                |                |                |                |                |                |                |                |                |                |                |                |                |                |                |

### Z Andriejem Surajkinem
| Zawody               | 68–69          | 69–70          | 70–71          | 71–72          |                |                |                |                |                |                |                |                |                |                |                |                |                |
| Międzynarodowe       | Międzynarodowe | Międzynarodowe | Międzynarodowe | Międzynarodowe | Międzynarodowe | Międzynarodowe | Międzynarodowe | Międzynarodowe | Międzynarodowe | Międzynarodowe | Międzynarodowe | Międzynarodowe | Międzynarodowe | Międzynarodowe | Międzynarodowe | Międzynarodowe | Międzynarodowe |
| -------------------- | -------------- | -------------- | -------------- | -------------- | -------------- | -------------- | -------------- | -------------- | -------------- | -------------- | -------------- | -------------- | -------------- | -------------- | -------------- | -------------- | -------------- |
| Igrzyska olimpijskie |                |                |                | 2              |                |                |                |                |                |                |                |                |                |                |                |                |                |
| Mistrzostwa świata   |                | 2              | 2              | 2              |                |                |                |                |                |                |                |                |                |                |                |                |                |
| Mistrzostwa Europy   |                | 2              | 2              | 2              |                |                |                |                |                |                |                |                |                |                |                |                |                |
| Prize of Moscow News |                | 2              | 1              | 2              |                |                |                |                |                |                |                |                |                |                |                |                |                |
| Zimowa Uniwersjada   |                | 1              |                |                |                |                |                |                |                |                |                |                |                |                |                |                |                |
| Krajowe              |                |                |                |                |                |                |                |                |                |                |                |                |                |                |                |                |                |
| Mistrzostwa ZSRR     | 4              | 2              | 2              |                |                |                |                |                |                |                |                |                |                |                |                |                |                |
| Puchar ZSRR          | 2              |                |                |                |                |                |                |                |                |                |                |                |                |                |                |                |                |